# Niwiska Gruszczyńskie
Niwiska Gruszczyńskie – kolonia w Polsce położona w województwie świętokrzyskim, w powiecie włoszczowskim, w gminie Krasocin.
W latach 1975–1998 miejscowość administracyjnie należała do województwa kieleckiego.
Sołectwo tej wsi znajduje się we wsi Gruszczyn.